# 15632 Magee-Sauer
15632 Magee-Sauer eller 2000 HU70 är en asteroid i huvudbältet som upptäcktes den 26 april 2000 av LONEOS vid Anderson Mesa Station. Den är uppkallad efter astronomen Karen P. Magee-Sauer.
Asteroiden har en diameter på ungefär 3 kilometer.